# Hangöfronten
Hangöfronten var ett frontavsnitt under fortsättningskriget (som var en del av andra världskriget) mellan Finland och Sovjetunionen.
I fredstraktaten efter vinterkriget som undertecknades i Moskva den 12 mars 1940 var ett av villkoren att Finland skulle arrendera ut Hangö udd till Sovjetunionen som marinbas för en tid av 30 år. Områdets areal var 115 kvadratkilometer och inbegrep cirka 400  öar. 
Ortsbefolkningen fick endast tio dagar på sig att evakuera från området. Redan den 22 mars samma år skulle överlämnandet av Hangö udd äga rum. Totalt förlorade omkring 8 000 människor från Hangö udd därvid sina hem. Både Finland och Sovjetunionen förlade omedelbart därefter trupper till den nya gränsen.

## Sovjetiska styrkorna
De sovjetiska styrkorna i Hangö leddes av generallöjtnant Sergej Kabanov (С. И. Кабанов). Han hade bland annat till sitt förfogande: 174 artilleripjäser, 50 lätta stridsvagnar, 60 flygplan samt 12 Beriev MBR-2 flygbåtar och 7–13 patrull- och motortorpedbåtar.  Som kuriosa kan nämnas att de sovjetiska styrkorna förfogade även över tre Obuhov-batterier järnvägsartilleri. Pjäsernas kaliber var 305 mm och deras maximala räckvidd var cirka 50 km. Allt som allt uppgick de sovjetiska styrkorna på Hangö udd till omkring 30 000 man, alla var dock inte soldater utan det fanns även en betydande andel civilbefolkning.
Officiellt motiverade Sovjetunionens statschef Josef Stalin arrenderingen med att han ville skydda Leningrad genom att stänga igen inloppet till Finska viken. Den finländska statsledningen såg inte med blida ögon på den sovjetiska marinbasens existens på Hangö udd och betraktade den som en dolk i ryggen. Finländarna kände till att de sovjetiska styrkorna hade bland annat stora stridsvagnsförband till sitt förfogande och befarade att dessa skulle, förr eller senare, komma att sättas in i ett anfall mot Helsingfors. 
Den sovjetiska Hangöbasens logistik var under tiden mellan vinterkriget och fortsättningskriget välordnad. Sjötransporterna var pulsådern men även järnvägstransporterna genom Finland betydde en hel del för försörjningen. Flygtransporterna inte att förglömma. De sovjetiska styrkorna hade på kort tid efter sin ankomst hunnit bygga ett, för tiden, stort flygfält i närheten av Täktom by.

## Finländska styrkorna
Finländarna förlade inte bara stridande enheter utan även byggnads- och befästningskompanier vid den nya gränsen. Befästningsarbetet inleddes utan dröjsmål och fortskred snabbt. Finländarna lyckades på kort tid få fortifikationslinjen klar, så när som på några bunkrar.  Man började sedermera kalla fortifikationslinjen för Harparskoglinjen. Det finländska försvaret bildades huvudsakligen av 13. Brigaden samt Raseborgs kustartilleriregemente (RTR 4). Operativt talade man om Hangögruppen (HR). Till befälhavare för Hangögruppen utsågs överste Aarne Snellman.
Under freden mellan vinterkriget och fortsättningskriget framförde Sovjetunionen krav på transitering genom Finland till Hangö med tåg. Den finländska regeringen såg inget annat råd än att acceptera kravet. Den sovjetiska transiteringen genom Finland pågick från och med den 26 september 1940 till och med den 22 juni 1941, då Nazityskland startade kriget mot Sovjetunionen (Operation Barbarossa). Redan samma dag inledde sovjetiska styrkor smärre krigshandlingar på Hangöfronten. Efter att ha skaffat tillstånd från högre ort besvarade finländarna elden. Därefter följde intensiva artilleridueller. Samma dag flög också tyska bombplan från Ostpreussen till Finland. Klockan 22.30 bombades Hangöbasen av 20 stycken tyska bombplan. De andra tyska bombplanen lade, i sin tur, bland annat ut minor i innersta hörnet av Finska viken. Efter utfört uppdrag tilläts de tyska bombplanen att landa på finska flygplatser. Även under de två påföljande dagarna, måndagen den 23 juni 1941 och tisdagen den 24 juni 1941, utförde tyska bombplan bombräder över den sovjetiska marinbasen på Hangö udd. På måndagens bombräd deltog hela 32 stycken tyska Junkers Ju-88 bombplan och på tisdagens bombräd deltog 4 stycken bombplan av samma typ som på måndagen (Kustenfliegergruppe 806). 

## Fortsättningskriget

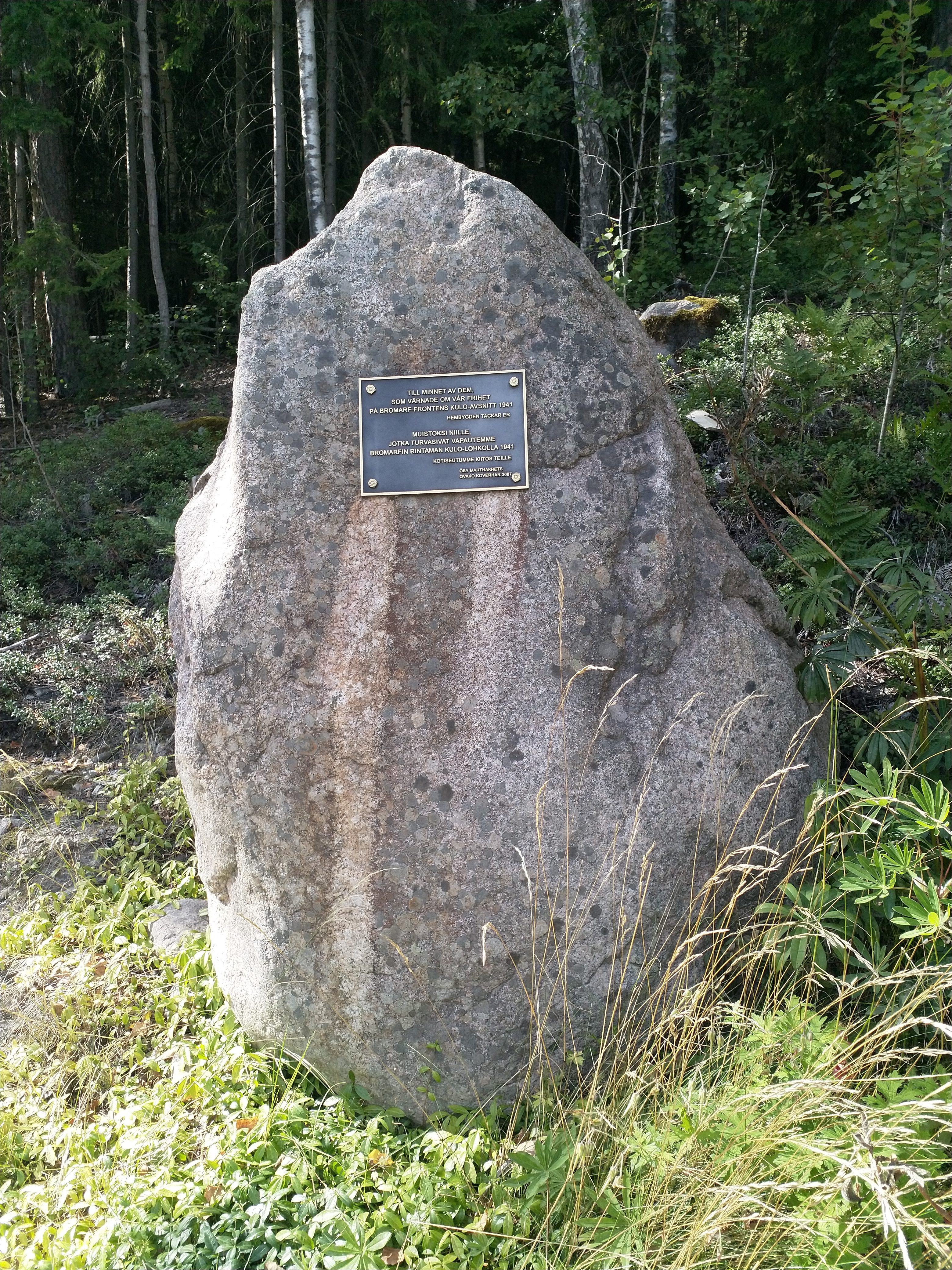
Sten med minnestavla för deltagarna i Prästkulla avsnittet; minnesmärket finns vid vägen över dammen vid Stagsund

Den 25 juni 1941 lyfte, ett otal, sovjetiska bombplan mot Finland och släppte bomber över flera finländska städer, varefter Finlands statsminister J. Rangell konstaterade Finland vara i krig mot Sovjetunionen. Fortsättningskriget hade börjat. Ungefär i samma veva strukturerades det finländska försvaret om. Det finländska försvaret på Hangö udd (Hangögruppen) omvandlades till division, 17. Divisionen. Divisionen utgjordes av infanteriregementena IR 13, IR 55 (båda svenskspråkiga) och IR 34 (finskspråkig), Pionjärbataljon 32 samt Lätta Sektionen 19. Markstridskrafterna understöddes av artilleriförbandet KTR 8 samt kustförsvarsformationer. För luftförsvaret svarade Flygflottilj 6 (LeLv 6) i Nummela med som flest 18 stycken flygplan. Följande flygplan användes: 8 st Curtiss Hawk 75A jaktplan, 5 st Polikarpov I-153 jaktplan, 3 st  Tupolev SB-2 bombplan och 2 st Koolhoven F.K.52 spaningsplan. Nämnas bör att alla de flygplan som bär ryska namn var krigsbyten. Finländarna hade även möjlighet att få eld- och transportstöd från sjöstridskrafterna. 
Hangöfronten indelades i sex avsnitt:
- Hitis avsnitt (Hilo)
- Bromarv avsnitt (Brolo)
- Prästkulla avsnitt (Kulo)
- Hangö udds avsnitt (Halo)
- Snappertuna avsnitt (Snalo)
- Ingå avsnitt (Ilo).

Som ny befälhavare utnämndes överstelöjtnant Niilo Kesämaa men hans tjänstgöringstid kom att bli kort. I augusti 1941 utsågs, i sin tur, överste Eino R. Koskimies som befälhavare för Hangögruppen.
Strax efter krigsutbrottet igångsatte finländska styrkor en framryckning för att inta Hangö men övergav planerna efter ett tag. I fältmarskalk C. G. Mannerheims anfallsplaner från den 26 juni 1941 skulle den tyska 163. divisionen anfalla Hangö från Prästkullahållet och den finländska 17. divisionen skulle i sin tur anfalla Hangö rakt från öster men redan den 28 juni var den tyska divisionen bortskuren från ifrågavarande anfallsplan. Därefter bestod stridsverksamheten på Hangö udd närmast av ställningskrig. Livet vid Hangöfronten var för den skull inte någon dans på rosor. Såväl sovjetiskt som finländskt artilleri besköt ständigt varandras positioner. Sovjetiska prickskyttar utgjorde ett ständigt närvarande hot. En riskfylld patrull- och spaningsverksamhet, bakom de sovjetiska linjerna, hörde nattetid till vardagssysslorna. Vardagen bestod även av vakttjänst och fältarbeten. I slutet av juni 1941 konstaterade finländska patruller livlig fartygstrafik vilket tydde på evakuering. Ökad patrullering mot fienden anbefalldes. Utsända patruller konstaterade den 30 juni 1941 att fienden utrymt ställningarna på Horsö. Samma dag anföll löjtnant Rune Blomqvists jägarkompani Lappvik. Anfallet bromsades upp rätt snart i fiendens häftiga eld med tre stridsvagnar.  Under reträtten hamnade kompaniet i ett sovjetiskt minfält. Härvid stupade fem man och lika många blev tagna som krigsfångar. Det framkom att de sovjetiska trupperna inte alls hade haft för avsikt att evakuera från Hangöbasen.
Speciellt skärgårdsstriderna var ofta intensiva och blodiga. Syftet med dessa strider var att förbättra sina försvars- och anfallspositioner. Det mest uppmärksamma slaget är slaget om Bengtskär som ägde rum den 26 juli 1941. Parallellt med striderna pågick det ett propagandakrig. Bägge sidor arbetade, bland annat, med flygblad som spreds med flygplan. Därtill anordnade bägge sidor högtalarutsändningar regelbundet. 
Ungefär i mitten av juli 1941 flyttades 17. Divisionen, utom det finlandssvenska infanteriregementet IR 55, från Hangöfronten till Aunusnäset i Fjärrkarelen. Finländarna bedömde att de kunde göra det på grund av att hotbilden mot de finländska styrkorna på Hangöfronten hade minskat i takt med att tyska styrkor avancerade norrut i Baltikum.

## Svenska frivilligbataljonen
I början av augusti 1941 fick de finländska styrkorna som var kvar på Hangöfronten förstärkning av omkring 800 frivilliga rikssvenska soldater. Huvudparten (ca 500) av rikssvenskarna tjänstgjorde vid den nybildade, Svenska Frivilligbataljonen (SFB). Utsedd chef för bataljonen var överstelöjtnant Hans Berggren. Bataljonen kom att ingå i det finlandssvenska infanteriregementet IR 55. Nästan två månader sedan krigshandlingarna hade påbörjats på Hangö udd förlades Svenska Frivilligbataljonen i frontlinjen vid Harparskogavsnittet. Närmare bestämt ägde det rum den 17 augusti 1941.
På grund av tyskarnas erövring av Estland och inringning av Leningrad blev situationen desperat för de sovjetiska styrkorna på Hangöbasen. Därför såg de sig nödsakade att retirera därifrån i förtid. Sent på kvällen den 2 december 1941 lämnade det sista sovjetiska örlogsfartyget Hangö. Senare samma kväll tog sig flera patruller från Hangögruppen, av ren nyfikenhet, över gränsen in till Lappvik.

## Marschen till Hangö
Den 3 december fick Hangögruppens mannar officiellt bekräftat att de sovjetiska styrkorna hade lämnat Hangö. Detachement N med två underrättelseavdelningar bestående av en pionjärgrupp förstärkt med ett gevärskompani fick av staben order om att sondera terrängen in till Hangö. Den Svenska Frivilligbataljonen anmälde också sitt intresse. Hangögruppens stab gav strax efter klockan 12.00 order om att den Svenska Frivilligbataljonen skulle förbereda ett kompani och ställa sig under detachement N. Man valde kapten Anders Grafströms förstärkta 3. jägarkompani. Vid en uppställning klockan 12.30 fick mannarna i 3. jägarkompaniet reda på att de var utvalda att delta i besättandet av Hangö. Svenske stabsfuriren fick order om att hämta den finländska flaggan och kompanistandaret. Rikssvenskarna var ivriga att komma iväg, och på eftermiddagen klockan halv fyra satte sig rikssvenskarna i rörelse mot Hangö. De gick i kolonn på vägbanornas mitt, genom nedbränd skog, ställningar och korsur. Marschen blev mycket mödosam. På grund av mineringar fick inga fordon medföras, utan all materiel måste bäras. Det var starkt månsken och 15 grader kallt. Samma kväll klockan tio avlöste rikssvenskarna löjtnant Hukkinens finländska gevärskompani. Finländarna varnade kapten Grafström för att ge sig vidare i mörkret, men Grafström valde att trotsa varningen och fortsatte marschen målmedvetet framåt. Det svenska jägarkompaniet tog sig, utan skador, med ingenjörsofficeren, fänrik Ivan Pellijeff och pionjär Larsson i täten via Tvärminne in till Hangö. Ett hundratal minor oskadliggjordes under marschen.   
Till salutorget i Hangö anlände förtruppen (3:e plutonen) och kompanichefen A. Grafström med stab klockan 06.25 den 4 december 1941. Kapten A. Grafströms kompani gick sedan, med skjutklara vapen, längs stadens gator. Kriget hade lämnat stor förödelse i sina spår. Bland allt bråte påträffade rikssvenskarna en kvarglömd sovjetisk soldat som togs till fånga. Klockan 08.00 gav kapten Anders Grafström order om att hissa den medtagna finländska flaggan på Lignellska husets tak vid torget. Då flaggan hissades sköts salut och männen ropade ”Gud bevare Finland”. Finlands flagga vajade åter över ett fritt Hangö. 
En finländsk patrull från Bromarvavsnittet (Brolo) anlände en halv timme senare (kl. 08.30) med motorbåt till Hangöby, som ligger i nordvästra delen av Hangö. Den finländska patrullen bestod av fyra man och leddes av löjtnant Karl-Ove Berglund. I patrullens sällskap fanns dessutom fem eller sex krigskorrespondenter. Då patrullen närmade sig torget upptäckte de män som gick omkring där i bruna rockar. Det dröjde inte länge förrän de blev varse om att det var deras vapenbröder från Sverige som rörde sig där. Svenske kompanichefen kapten Anders Grafström tog leende emot dem och hälsade dem välkomna. Den finländska patrullens mannar beslutade att de också skulle hissa sin medhavda finländska fana. De valde att hissa den i stadens kyrktorn. Hedersuppdraget att få upp flaggan i kyrktornet anförtroddes finlandssvenske jägaren Rudolf Eriksson. Flagghissningsceremonin ägde rum klockan 10.40. Nu vajade två finländska flaggor över Hangö. 
Finländarna var givetvis besvikna över att ha inte hunnit in till staden först. Från början hade nämligen befälhavaren för Hangögruppen avsett att ge flagghissningen som en hedersuppgift åt Bromarvavsnittets styrka, men den utvalda patrullen försenades på grund av en serie olyckliga omständigheter. Patrullen hade bland annat kört med sin motorbåt på grund och fått återvända. Stämningarna lugnade ner sig först när marskalk C. G. Mannerheim uttalade ett erkännande att det var fint att Svenska frivilligbataljonens mannar fick marschera först in i Hangö.  

## Upplösningen
Överbefälhavaren fältmarskalk C. G. Mannerheim avtackade Hangöfrontens trupper under en parad i Harparskog den 15 december 1941. Paraden gick av stapeln i stark kyla och rykande snöstorm.
Därefter avvecklades det finlandssvenska infanteriregementet IR 55. Före år 1912 födda soldater hemförlovades och resten överflyttades till de finlandssvenska infanteriregementen som var förlagda på östfronten, IR 61, IR 24 och IR 13.
Även Svenska frivilligbataljonen (SFB) avvecklades. De som så önskade erbjöds att stanna kvar och fortsätta sin tjänstgöring i annat förband på östfronten. Huvudparten av de svenska frivilliga soldaterna valde dock att återvände hem till Sverige. Av de svenska frivilliga som valde att stanna kvar bildades sedermera Svenska Frivilligkompaniet som sattes in på fronten i öster vid Svirfronten.

## Fakta i korthet
- Förlusterna var jämförelsevis små på båda sidor. Hangögruppens (Finländska styrkorna inkl. Svenska Frivilligbataljonen på Hangö udd) stupades och dödas antal var 297. De sovjetiska stupades antal är höljt i dunkel. Det som man, med säkerhet, känner till är att 453  stupade sovjetiska soldater begravdes på krigskyrkogården i Täktom. År 1960 restes där ett minnesmärke, Sovjetiska monumentet.
- I folkmun kallar finlandssvenskarna den tid då sovjetiska trupperna befann sig på Hangö udd för Hangöparentesen.
- Efter fortsättningskriget krävde Sovjetunionen inte längre Hangö udd tillbaka som marinbas utan krävde i stället ett nytt flottbasområde Porkalaområdet  på Porkala, 20 km väster om Helsingfors. Den formella överlåtelsen av den sovjetiska marinbasen på Hangö udd till Finland, fastställdes i fredsfördraget i Paris år 1947. I praktiken hade ortsbefolkningen börjat återvända till sin hembygd på Hangö udd strax sedan pionjärerna hade gjort sitt.
- Både finländska och sovjetiska befästningsverk kan ännu i dag ses i terrängen på Hangö udd.
- Hangö udd ligger i en svenskbygd där den svenskspråkiga befolkningen lever i en fullt levande svenskspråkig miljö.

## Bilder

Bildgalleri
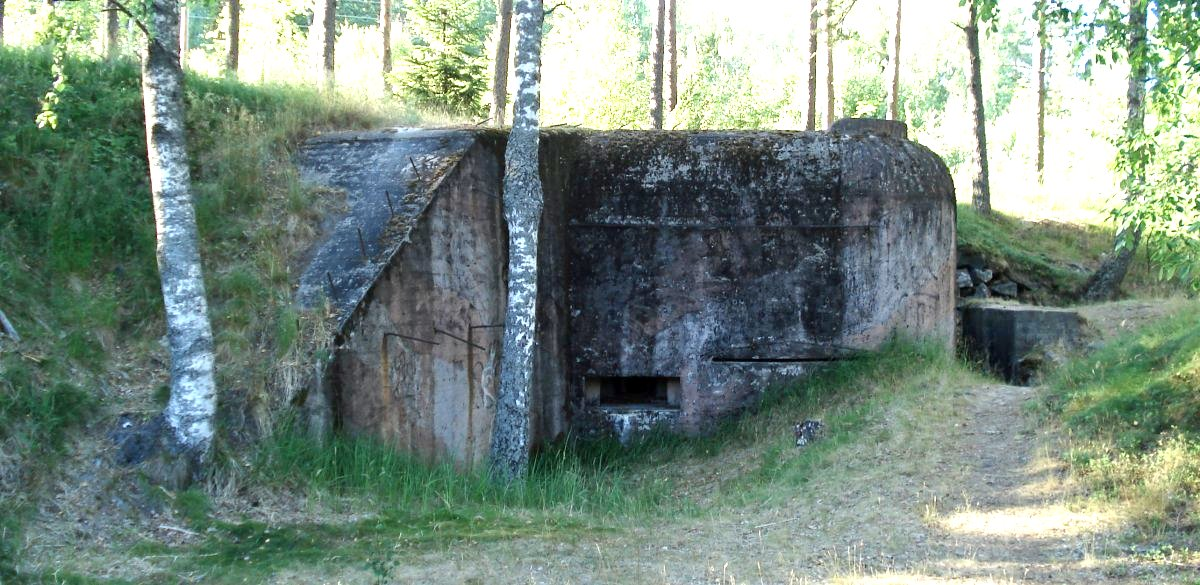
Bunker ingående i Harparskoglinjen.
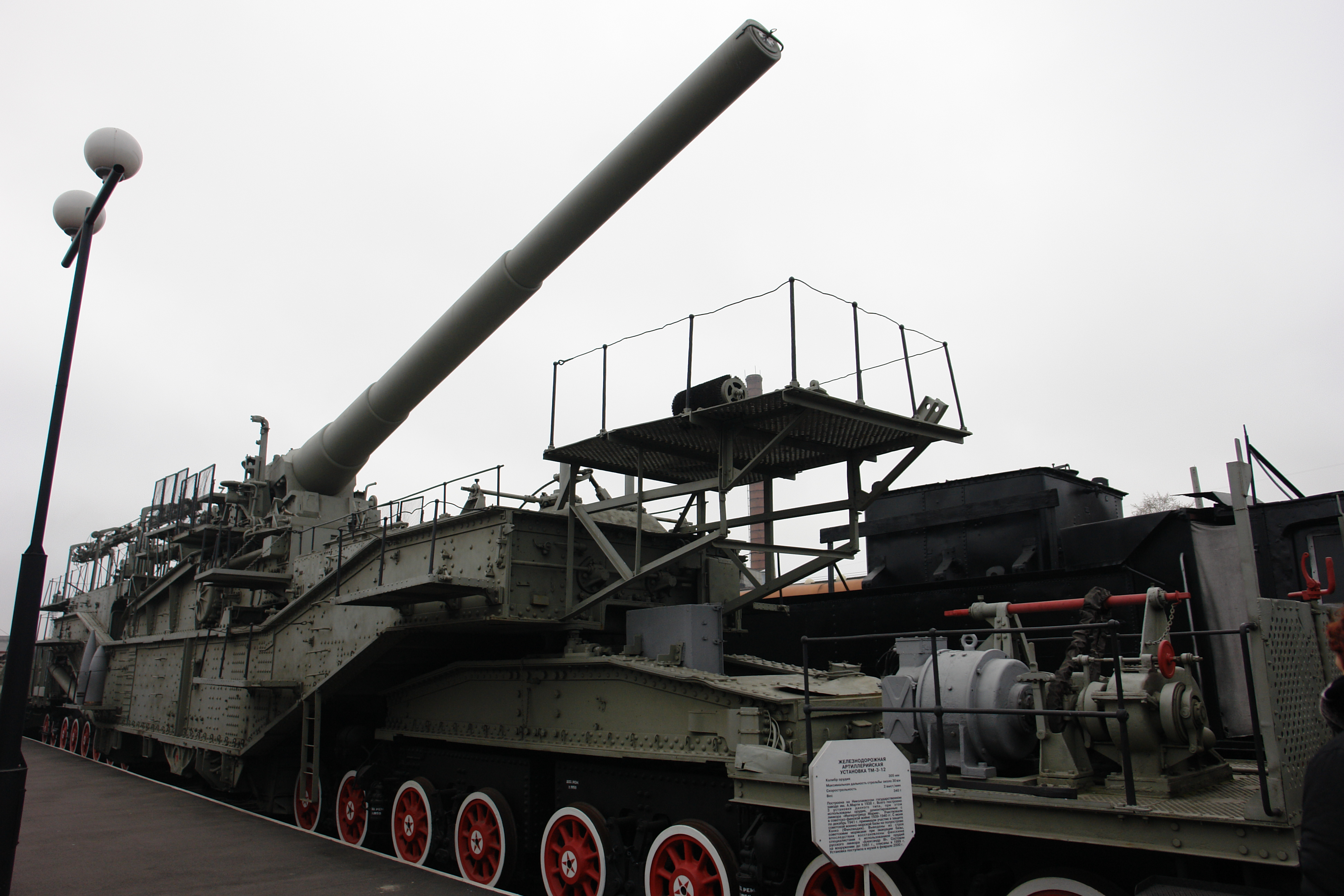
Sovjetiskt järnvägsartilleri TM-3-12.
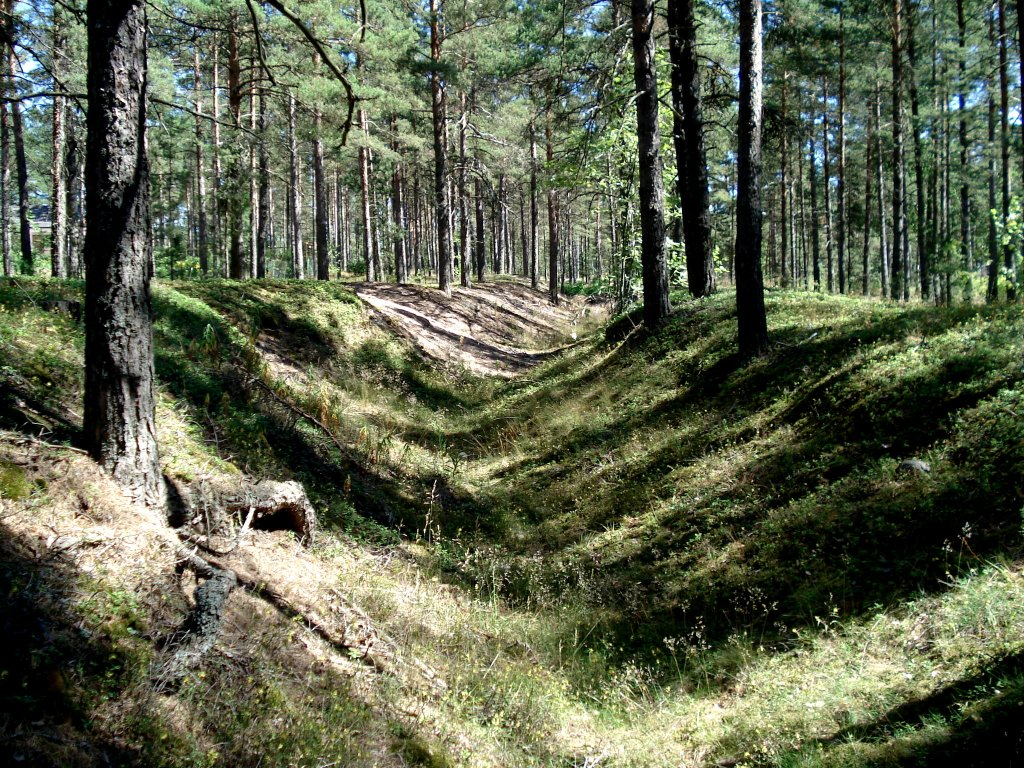
Spår i terrängen efter krigstiden på Hangö udd.
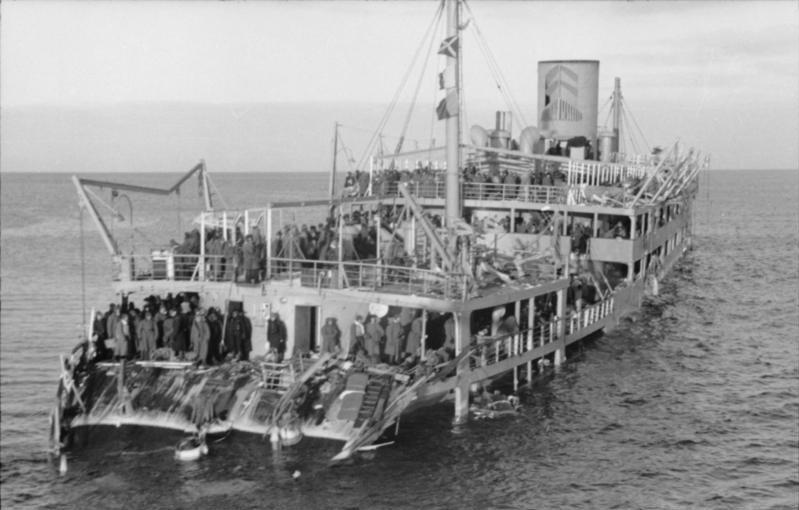
Efter att ha lämnat Hangö gick evakueringsfartyget Josef Stalin (Иосиф Сталин) den 3 december 1941 på en mina i Finska viken. På grund av det var grunt vatten, så sjönk den bara delvis. De överlevande sovjetiska soldaterna blev tillfångatagna av tyskarna.